# Municipio de Shible
El municipio de Shible (en inglés: Shible Township) es un municipio ubicado en el condado de Swift en el estado estadounidense de Minnesota. En el año 2010 tenía una población de 124 habitantes y una densidad poblacional de 1,33 personas por km².

## Geografía
El municipio de Shible se encuentra ubicado en las coordenadas 45°16′5″N 96°3′22″O / 45.26806, -96.05611. Según la Oficina del Censo de los Estados Unidos, el municipio tiene una superficie total de 93.37 km², de la cual 91,15 km² corresponden a tierra firme y (2,38 %) 2,22 km² es agua.

## Demografía
Según el censo de 2010, había 124 personas residiendo en el municipio de Shible. La densidad de población era de 1,33 hab./km². De los 124 habitantes, el municipio de Shible estaba compuesto por el 99,19 % blancos, el 0,81 % eran asiáticos. Del total de la población el 0 % eran hispanos o latinos de cualquier raza.